# 오이겐 블로일러

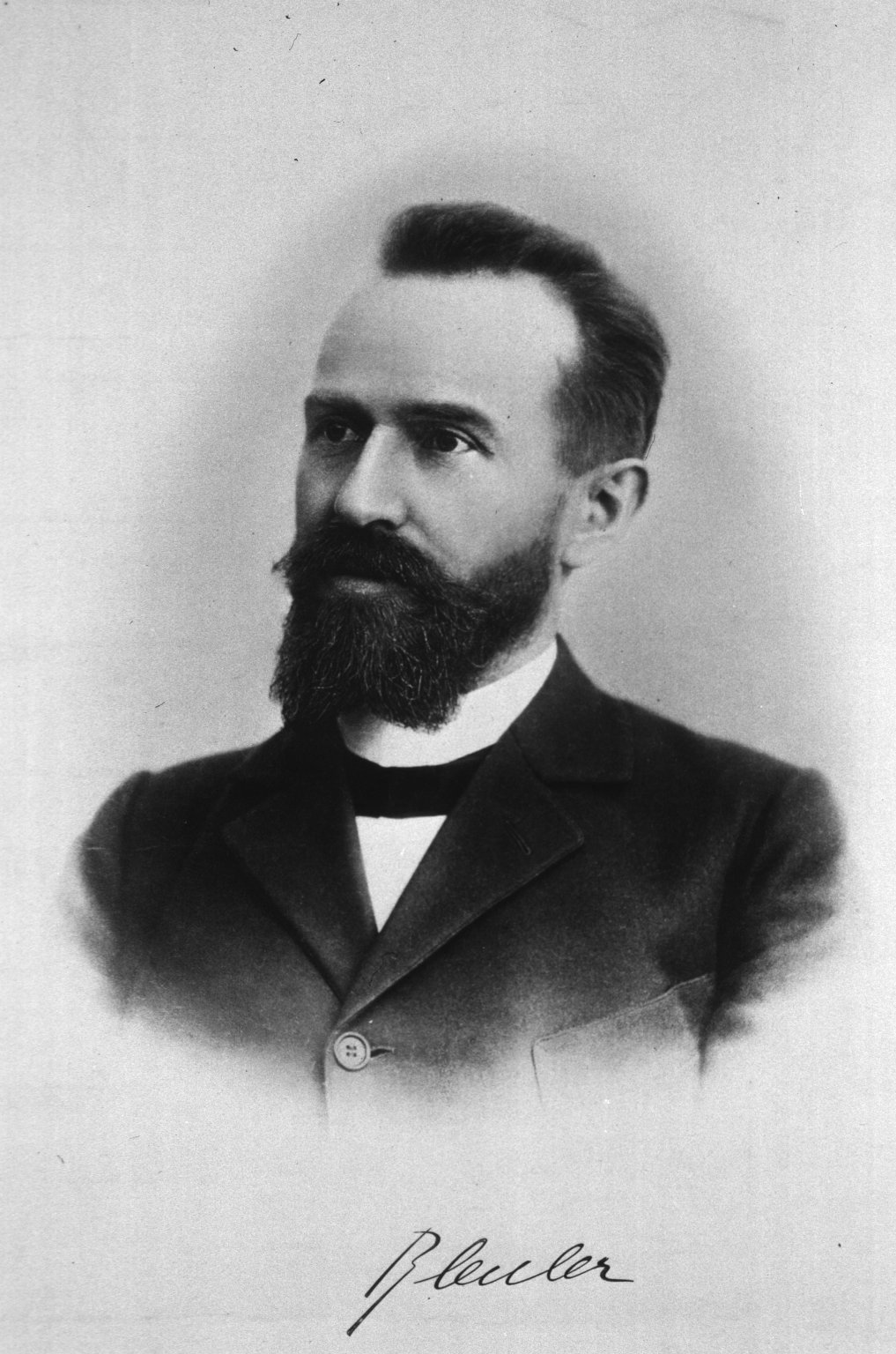
오이겐 블로일러

오이겐 블로일러(Eugen Bleuler, 1857년 4월 30일 ~ 1939년 7월 15일)는 스위스의 정신의학자이다. 의학 용어로 조현증(정신분열증)이라는 용어를 처음 사용했다.
이전에 사용해오던 ‘dementia praecox’(치매)라는 용어를 그리스의 어원으로 분열을 의미하는 Schizo, 정신·마음을 뜻하는 Phrenia의 합성어 'Shinzophrenia'로 바꾸어 불렀다.(1908년)
조현증은 4가지의 장애특징을 나타낸다고 설명, 그 앞글자를 따서 4A라고 명명했다.
Association(사고연상), Affectivity(감정), Ambivalence(양가감정), Austism(자폐)

## 같이 보기
- 헤르만 로르샤흐
- 피에르 자네
- 빌헬름 분트